# Armbrust
Az Armbrust (magyarul: Számszeríj) egy könnyűsúlyú rövid hatótávolságú nem irányított egyéni páncéltörő fegyver, melyet a német Messerschmitt-Bölkow-Blohm tervezett és fejlesztett az 1970-es évek végén. Németországban már nem gyártják, de a német cég később eladta a gyártási licencet Szingapúrnak (ST Kinetics) és Belgiumnak (PRB).

## Áttekintés

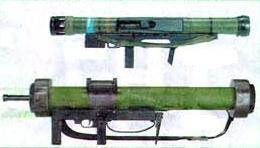
Az Armbrust (felül) és a MATADOR (alul) összehasonlítása

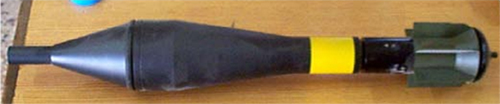
Egy Armbrust 67 mm-es lövedéke

Az Armbrust egy hátrasiklás nélküli fegyver, egyike azon kevés fegyvertípusoknak, melyekkel biztonságosan lehetett tüzelni zárt helyeken. A fegyver főleg városi harcokhoz alkalmas, mivel szűk helyeken is lehet használni, illetve a fegyver mögötti biztonsági zóna mindössze egy méter körül van. A rakétahajtású töltet két dugattyú között helyezkedik el, az egyik a lövedékkel szemben elöl, a másik hátul helyezkedik el egy adag forgácsolt műanyaggal lezárva. Mikor a fegyverből kilövik a töltetet, az kitolja a két dugattyút. A lövedék a cső elülső végén, a műanyag pedig a hátulsó végén távozik. A műanyag szétszóródik, mikor elhagyja a cső végét, gyorsan le is lassul a légellenállás miatt. Ezután a dugattyúk lezárják a cső mindkét végét, bezárva a forró gázokat. A robbanófej 300 mm-nyi páncéllemez átütésére képes.
A gránátvető HEAT gránátokat tüzel, melyeket terelőlapok stabilizálnak repülés közben. A vetőcső üvegszálból készül.
2004 óta az Armbrust gránátvetőt fokozatosan felváltják a szingapúr-német-izraeli közös fejlesztésű MATADOR gránátvetőkkel.

## Harctéri alkalmazás

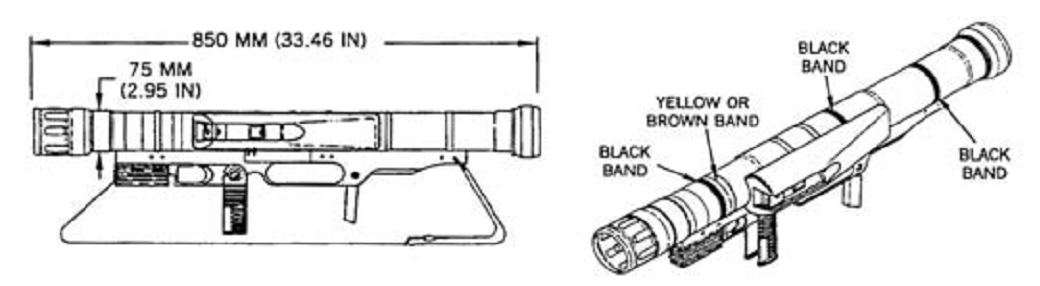
Az Armbrust rajza

Szlovénia és Horvátország is szerzett Armbrust gránátvetőket a helyi katonák számára, akik a Jugoszláv Néphadsereg (JNA) ellen használták őket a jugoszláv háború idején az 1990-es években.
A kambodzsai–vietnámi háború alatt Armbrust gránátvetőkkel szerelték fel a kambodzsai Vörös Khmer csapatait ugyanabban az évtizedben. A fegyvert a kambodzsai kormány ellen, illetve a rájuk törő vietnámi hadsereg ellen használták.

## Lásd még
- MATADOR
- PzF 44
- Panzerfaust 3

## Fordítás
- Ez a szócikk részben vagy egészben  az   Armbrust című angol Wikipédia-szócikk ezen változatának fordításán alapul.  Az eredeti cikk szerkesztőit annak laptörténete sorolja fel. Ez a jelzés csupán a megfogalmazás eredetét és a szerzői jogokat jelzi, nem szolgál a cikkben szereplő információk forrásmegjelöléseként.